# 劉德泉
刘德泉，元朝汴梁杞县（今河南省杞县）人。
刘德泉早年丧母，父刘荣再娶王氏，生二子刘居敬、刘居元，都很年幼，刘德泉非常照顾弟弟。王氏病卒，兄弟更加相友爱。至元末年，发生饥荒，刘荣想让他们分居，刘德泉哭着阻止，没有成功，于是兄弟各受其业分离开。刘荣死后，兄弟相约住在一起，和好如初。州县将他的名字事迹上表，朝廷旌表其闾。